# Longitarsus quadriguttatus
Longitarsus quadriguttatus is een keversoort uit de familie bladkevers (Chrysomelidae). De wetenschappelijke naam van de soort werd in 1765 gepubliceerd door Pontoppidan.